# Agreste Pernambucano
Agreste Pernambucano is een van de vijf mesoregio's van de Braziliaanse deelstaat Pernambuco. Zij grenst aan de mesoregio's Sertão Pernambucano, Borborema (PB), Agreste Paraibano (PB), Mata Pernambucana, Leste Alagoano (AL), Agreste Alagoano (AL) en Sertão Alagoano (AL). De mesoregio heeft een oppervlakte van ca. 24.400 km². In 2006 werd het inwoneraantal geschat op 1.800.000.
Zes microregio's behoren tot deze mesoregio:
- Alto Capibaribe
- Brejo Pernambucano
- Garanhuns
- Médio Capibaribe
- Vale do Ipanema
- Vale do Ipojuca

Mesoregio's: Agreste Pernambucano · Mata Pernambucana · Metropolitana do Recife · São Francisco Pernambucano · Sertão Pernambucano

Microregio's: Alto Capibaribe · Araripina · Brejo Pernambucano · Fernando de Noronha · Garanhuns · Itamaracá · Itaparica · Mata Meridional Pernambucana · Mata Setentrional Pernambucana · Médio Capibaribe · Pajeú · Petrolina · Recife · Salgueiro · Sertão do Moxotó · Suape · Vale do Ipanema · Vale do Ipojuca · Vitória de Santo Antão